# Therese Zenz
Therese Zenz (Merzig, 15 de octubre de 1932-Merzig, 22 de octubre de 2019) fue una deportista alemana que compitió para la RFA y Sarre en piragüismo en la modalidad de aguas tranquilas.
Participó en tres Juegos Olímpicos de Verano entre 1952 y 1960, y obtuvo tres medallas de plata, una en Melbourne 1956 y dos en Roma 1960. Ganó tres medallas en el Campeonato Mundial de Piragüismo en 1954 y 1958, y tres medallas en el Campeonato Europeo de Piragüismo en 1957 y 1959.

## Palmarés internacional
| Representando al Protectorado de Sarre   |                        |                   |          |
| Campeonato Mundial                       |                        |                   |          |
| Año                                      | Lugar                  | Medalla           | Evento   |
| 1954                                     | Mâcon (Francia)        | Medalla de oro    | K1 500 m |
| Representando al Equipo Alemán Unificado |                        |                   |          |
| Juegos Olímpicos                         |                        |                   |          |
| Año                                      | Lugar                  | Medalla           | Evento   |
| 1956                                     | Melbourne (Australia)  | Medalla de plata  | K1 500 m |
| 1960                                     | Roma (Italia)          | Medalla de plata  | K1 500 m |
| 1960                                     | Roma (Italia)          | Medalla de plata  | K2 500 m |
| Representando a la RFA                   |                        |                   |          |
| Campeonato Mundial                       |                        |                   |          |
| Año                                      | Lugar                  | Medalla           | Evento   |
| 1958                                     | Praga (Checoslovaquia) | Medalla de bronce | K1 500 m |
| 1958                                     | Praga (Checoslovaquia) | Medalla de bronce | K2 500 m |
| Campeonato Europeo                       |                        |                   |          |
| Año                                      | Lugar                  | Medalla           | Evento   |
| 1957                                     | Gante (Bélgica)        | Medalla de plata  | K1 500 m |
| 1957                                     | Gante (Bélgica)        | Medalla de plata  | K2 500 m |
| 1959                                     | Duisburgo (RFA)        | Medalla de bronce | K2 500 m |